# André Almeida
André Gomes Magalhães de Almeida (ur. 10 września 1990 w Lizbonie) – portugalski piłkarz, który grał na pozycji obrońcy. W latach 2013-2015 reprezentant Portugalii. Uczestnik Mistrzostw Świata 2014. Większość swojej kariery spędził w portugalskim klubie SL Benfica.

## Kariera klubowa
Almeida profesjonalną karierę rozpoczął w klubie CF Os Belenenses. Latem 2011 roku trafił do União Leiria, w którym spędził pół roku. Od początku 2012 roku jest graczem drużyny SL Benfica.

## Kariera reprezentacyjna
W reprezentacji Portugalii zadebiutował 11 października 2013 roku w meczu eliminacji mistrzostw świata przeciwko Izraelowi. Na boisku przebywał przez pełne 90 minut.
| Mecze i gole w reprezentacji | Mecze i gole w reprezentacji | Mecze i gole w reprezentacji | Mecze i gole w reprezentacji | Mecze i gole w reprezentacji | Mecze i gole w reprezentacji | Mecze i gole w reprezentacji |
| #                            | Data                         | Stadion                      | Rywal                        | Wynik                        | Gol                          | Rozgrywki                    |
| 2013                         | 2013                         | 2013                         | 2013                         | 2013                         | 2013                         | 2013                         |
| ---------------------------- | ---------------------------- | ---------------------------- | ---------------------------- | ---------------------------- | ---------------------------- | ---------------------------- |
| 1.                           | 11.10.2013                   | Lizbona, Portugalia          | Izrael                       | 1:1                          | 0                            | El. MŚ 2014                  |
| 2.                           | 15.10.2013                   | Coimbra, Portugalia          | Luksemburg                   | 3:0                          | 0                            | El. MŚ 2014                  |

## Sukcesy
Benfica
- Puchar Ligi Portugalskiej: 2012